# Oxacis trimaculata
Oxacis trimaculata es una especie de coleóptero de la familia Oedemeridae.
Mide de 7.0 a 12.0 mm.

## Distribución geográfica
Habita desde Estados Unidos a Guatemala.